# Louis-Barthélémy Pradher

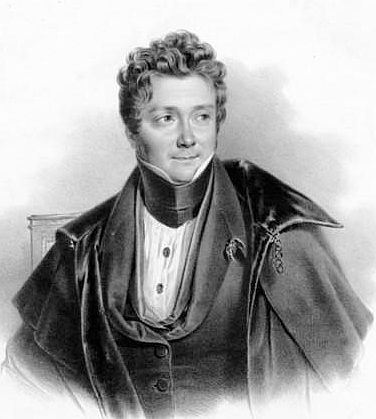
Louis-Barthélémy Pradher

Louis-Barthélémy Pradher (Parigi, 16 dicembre 1782 – Gray, 19 ottobre 1843) è stato un pianista, compositore e docente francese.

## Biografia
Era figlio di un violinista del principe di Condé. Ricevette le sue prime lezioni di musica da suo padre e Louis Gobert alla École royale de musique. Dopo che la scuola fu chiusa durante la rivoluzione, studiò con Hélène de Montgeroult. Dal 1797, prese lezioni al Conservatoire de Paris, di pianoforte con Gobert e di armonia con Henri-Montan Berton, fino al completamento della sua formazione nel 1798. Sposò Elisabeth-Charlotte, figlia del compositore François-André Danican Philidor.
Nel 1802, frequentò un corso di composizione musicale con Étienne Nicolas Méhul e nello stesso anno sostituì Louis Emmanuel Jadin nel corso di pianoforte al Conservatorio di Parigi e, dal 1803, divenne professore ordinario sostituendo François-Adrien Boieldieu. Rimase in questo incarico fino al suo pensionamento nel 1828. Tra i suoi allievi vi furono François-Joseph Fétis, Charles-Laurent Rhein, e i fratelli Herz, Jacques-Simom Herz e Henri Herz.
Fu membro dell'orchestra di corte di re Luigi XVIII e pianista del re Carlo X oltre che Maître de musique des enfants du roi. In seconde nozze sposò una cantante d'opera, Félicité More, e, nel 1826 venne insignito del titolo di cavaliere della Legion d'onore.
Pradher morì a Gray all'età di 60 anni.

## Composizioni
Compose diverse opéra-comique, il cui scarso successo fu dovuto alla cattiva qualità dei libretti. Tuttavia, si fece un nome con la sua brillante musica per pianoforte che mise in luce i suoi virtuosismi. Tra queste opere, tredici serie di romanze, numerose sonate per pianoforte e diversi concerti per pianoforte e orchestra.

### Opere
- Le Chevalier d'industrie, opera (composta con Gustave Dugazon, su libretto di Jacques Bins de Saint-Victor), 1804
- La folie musicale ou Le Chanteur prisonnier, opera su libretto di Francis baron d'Allarde), 1807
- Trois romances mises en musique avec accompagnement de forte piano, 1810
- Jeune et vieille, opera su libretto di René Allisan de Chazet, composta con Henri-Montan Berton), 1811
- L'Emprunt, secret ou Le Prêteur sans le vouloir, opera su libretto di Eugène de Planard), 1812
- Le Philosophe en voyage, opera su libretto di Paul de Kock, composta con Charles-Frédéric Kreubé), 1821
- Jenny la bouquetière, opera su libretto di Jean-Nicolas Bouilly e Joseph Pain, composta con Kreubé), 1823